# Избори за Европски парламент 2013. (Хрватска)
Избори за Европски парламент 2013. су били избори у Републици Хрватској који су се одржали 14. априла 2013. године и на којима су били изабрани 12 чланова у Европски парламент који су представљали Хрватску.
Изабрани чланови су се прикључили мандату парламента од 2009–2014 након што је Хрватска постала чланица Европске уније 1. јула 2013. године.
На овим изборима први пут у хрватску изборну праксу се уводе отворене листе, па су бирачи, осим за странку, исто гласали и за једног кандидата са листе те странке за коју су гласали. Цела Хрватска је једна изборна јединица а чланови ће бити изабрани по пропорционалном изборном систему са општих листа.
Петогодишњи мандат седмог сазива Европског парламента је истекао у јуну 2014. године када су се одржали европски избори на нивоу читаве Европске уније, укључујући Хрватску.

## Расписивање избора
На основу члана 7. става 2. Закона о избору чланова у Европски парламент из Републике Хрватске председник Републике Хрватске Иво Јосиповић донео је 1. марта 2013. године Одлуку о расписивању избора за чланове у Европски парламент из Републике Хрватске за дан 14. априла 2013. у Републици Хрватској, а на бирачким местима у седиштима дипломатско-конзуларних представништава Републике Хрватске избори ће се одржати у суботу 13. априла и у недјељу 14. априла. Одлуком Председника Републике која је ступила на снагу даном објаве у Народним новинама 4. марта расписани су избори за чланове у Европски парламент из Републике Хрватске.
У припреми Одлуке о расписивању избора, у складу са најавом, Јосиповић се консултовао са готово свим парламентарним политичким странкама, с Државним изборном комисијом и с представницима ГОНГ-а.

## Листе кандидата
Предлози листа морају бити примљени у Државној изборној комисији Републике Хрватске најкасније у року од 14 дана од дана расписивања избора, дакле најкасније до 18. марта.
Истарски жупан Иван Јаковчић је 8. марта представио део своје независне листе за Европски парламент под називом Европа за све. Хрватска демократска заједница је 12. марта представила листу за Европски парламент, а на њу је уврстила и своје партнере из Хрватске странке праве „Др Анте Старчевић“ и Блока пензионери заједно. Председница ХСП-АС Ружа Томашић и председник БУЗ-а Миливој Шпика заузели су места на листи.
Независни посланик у Хрватском Сабору дон Иван Грубишић и Савез за грађанску и етичку Хрватску одустали су од изласка на изборе за Европски парламент јер нису сакупили довољан број потписа. Хрватски демократски савез Славоније и Барање, Хрватски демократски слободарски савез Далмације и Зелени Хрватске потписали су споразум о заједничку листу за изборе Европског парламента. Носилац листе биће Др Стјепан Рибић, директор најуспешније Регионалне развојне агенције у Хрватској. Хрватски лабуристи представили су 16. марта листу кандидата за изборе за Европски парламент. На листи Лабуриста је било шест жена и шест мушкараца.
Чланови Кукурику коалиције – Социјалдемократска партија Хрватске, Хрватска народна странка - либерални демократи и Хрватска странка пензионера су заједнички изашли на изборе. ХНС је имала два кандидата на листи док је ХСУ имала један кандидат. На листи није био Милорад Пуповац из Самосталне демократске српске странке, најпознатији српски политичар у Хрватској, о чему се било разговарало. Испред ХНС-а на листи се налазили Јозо Радош и Ведрана Гујић, док је испред ХСУ Марија Илић.
| Редни број | Листа | Лидер(и)                  | Европски савез                                                                         | Први на листи           | Датум предаје листе |
| ---------- | --- | ------------------------- | -------------------------------------------------------------------------------------- | ----------------------- | ------------------- |
| 1.         | Абецеда демократије | Стјепан Вујанић           | Нема                                                                                   | Мирко Макаус            | 18. март            |
| 2.         | Агенда младих демократа | Игор Киндиј               | Нема                                                                                   | Ведран Видмар           | 18. март            |
| 3.         | Акција младих | Марио Алемпијевић         | Нема                                                                                   | Марио Лозанчић          | 18. март            |
| 4.         | Акција социјалдемократа Хрватске Демократска странка жена Савез за промене Странка пензионера Хрватске – Блок пензионери заједно | Златко Кларић Иван Пернар | Нема                                                                                   | Иван Пернар             | 17. март            |
| 5.         | Акција за бољу Хрватску Једино Хрватска – Покрет за Хрватску – Једино Хрватска                                                   | Жељко Сачић               | Нема                                                                                   | Марио Лозанчић          | 18. март            |
| 6.         | Аутохтона – Хрватска сељачка странка                                                                                             | Бранко Борковић           | Нема                                                                                   | Бранко Борковић         | 18. март            |
| 7.         | Аутохтона – Хрватска странка права                                                                                               | Дражен Келеминец          | Нема                                                                                   | Дражен Келеминец        | 18. март            |
| 8.         | Демократски центар | Весна Шкаре-Ожболт        | Нема                                                                                   | Слободан Ланг           | 18. март            |
| 9.         | Глас разума Међимурска странка                                                                                                   | Стјепан Радиловић         | Нема                                                                                   | Срећко Сладољев         | 18. март            |
| 10.        | Храст – Покрет за успешну Хрватску                                                                                               | Ладислав Илчић            | Нема                                                                                   | Ладислав Илчић          | 18. март            |
| 11.        | Хрватска чиста странка права | Јосип Миљак               | Нема                                                                                   | Томислав Сунић          | 18. март            |
| 12.        | Хрватска демократска заједница Хрватска странка права др Анте Старчевић Блок пензионери заједно                                  | Томислав Карамарко        | ХДЗ и БУЗ: ЕПП ХСП-АС:ЕКР                                                              | Дубравка Шуица          | 15. март            |
| 13.        | Хрватска радничка странка | Младен Новосел            | Нема                                                                                   | Младен Новосел          | 18. март            |
| 14.        | Хрватска сељачка странка Хрватска социјално-либерална странка                                                                    | Бранко Хрг Даринко Косор  | ХСС: Европска народна партија ХСЛС: Савез либерала и демократа за Европу (партија)     | Мирослав Рожић          | 18. март            |
| 15.        | Хрватска странка права | Данијел Срб               | Евронат                                                                                | Данијел Срб             | 17. март            |
| 16.        | Хрватски демократски савез Славоније и Барање Хрватски демократски слободарски савез Далмације Зелени Хрватске                   | Владимир Шишљагић         | Нема                                                                                   | Стјепан Рибић           | 18. март            |
| 17.        | Хрватски лабуристи — Странка рада                                                                                                | Драгутин Лесар            | Европска левица - Нордијска зелена левица                                              | Никола Вуљанић          | 18. март            |
| 18.        | Кандидацијска листа Иван Јаковчић                                                                                                | Иван Јаковчић             | Савез либерала и демократа за Европу (партија)                                         | Иван Јаковчић           | 18. март            |
| 19.        | Наша странка Нова српска странка                                                                                                 | Јован Ајдуковић           | Нема                                                                                   | Јован Ајдуковић         | 18. март            |
| 20.        | Независни сељаци Хрватске | Мато Млинарић             | Нема                                                                                   | Мато Млинарић           | 18. март            |
| 21.        | Породична странка | Мате Кнезовић             | Нема                                                                                   | Катарина Тонковић Пигац | 18. март            |
| 22.        | Пиратска странка | Маша Утковић              | Европски пирати                                                                        | Маша Утковић            | 18. март            |
| 23.        | Покрет за модерну Хрватску | Дамир Гашпаровић          | Нема                                                                                   | Анте Росо               | 18. март            |
| 24.        | Социјалдемократска партија Хрватска народна странка Хрватска странка пензионера                                                  | Зоран Милановић           | СДП: Партија европског социјализма ХНС: Савез либерала и демократа за Европу (партија) | Тонино Пицула           | 17. март            |
| 25.        | Социјалистичка радничка партија Хрватске                                                                                         | Владимир Капуралин        | Нема                                                                                   | Борис Богданић          | 18. март            |
| 26.        | Странка пензионера | Лазар Грујић              | Нема                                                                                   | Мира Чокић              | 17. март            |
| 27.        | Загребачка независна листа | Татјана Хољевац           | Нема                                                                                   | Дијана Кобас Дешковић   | 18. март            |
| 28.        | Зелени заједно | Александра Старчевић      | Нема                                                                                   | Тони Видан              | 18. март            |

У поноћ 18. марта истекао је рок за предају кандидатских листа за изборе за Европски парламент, а Државну изборну комисију је пристигло укупно 28 листа – 27 страначких и једна листа групе грађана. На седници Комисије одржаној 19. марта прихваћене су правоваљане све поднете кандидатске листе и састављена је збирна листа свих правоваљано предложених листа за избор чланова у Европски парламент из Републике Хрватске.
Од укупно 27 страначких листа на 18 листа странке излазе самостално а на 9 листа су коалиције странка, према тома на Изборима суделује 40 странака.

## Кампања
Кампања је почела даном објављивања правоваљано предложених листа, а завршила је 24 сата прије дана одржавања избора, дакле 12. априла у поноћ. У иностранству је завршила дан раније. Изборна шутња, објављивање процена изборних резултата, као и објављивање претходних незваничних резултата избора, објављивање фотографија, изјава и интервјуа носиоца листа односно кандидата те навођење њихових изјава или писаних дела у медијима, трајала је 13. априла до 14. априла у 19 сати.

## Начин гласања
Чланови у Европски парламент бирају се по пропорционалној заступљености и преференцијалном гласању, а бирачи могу гласати само једанпут и само за једну листу кандидата. Бирач на гласачком листићу може означити једног кандидата који има предност пред осталим кандидатима на листи за коју је гласао, што је тзв. преферирани глас. Преферирани гласови за поједине кандидате се уважавају ако број преферираних гласова појединог кандидата износи најмање 10% гласова које је освојила поједина листа.

## Дан избора
Државна изборна комисија је одрадила конференцију за штампу у недељу, 14. априла, у 00:00 часа у згради Хрватског сабора. Пре тога Комисија је обавестила јавност саопштењемима у 12 и 17 сати о одазиву бирача и току избора. Први пристигли неслужбени подаци о резултатима гласања су били објављени на интернет страници Комисије од 21:30 до 22:00.
На изборима има укупно 3.738.708 грађана која имају право гласа, што је мање за 515.413 бирача у односу на претходне парламентарне изборе 4. децембра 2011. године.
Одазив бирача око 11 сати на темељу дојављених података са 82,6% бирачких места био је 5,98%. Одазив бирача око 16 сати на темељу дојављених података са 84,7% бирачких места био је 14,63%.

## Резултати
| Странка | Гласови   | Проценат | Мандати |
| --- | --------- | -------- | ------- |
| Хрватска демократска заједница Хрватска странка права др Анте Старчевић Блок пензионери заједно                                        | 243.654   | 32,86    | 6       |
| Социјалдемократска партија Хрватска народна странка Хрватска странка пензионера                                                        | 237.778   | 32,07    | 5       |
| Хрватски лабуристи — Странка рада | 42.750    | 5,77     | 1       |
| Хрватска сељачка странка Хрватска социјално-либерална странка                                                                          | 28.646    | 3,86     | 0       |
| Кандидацијска листа Иван Јаковчић | 28.445    | 3,84     | 0       |
| Хрватски демократски савез Славоније и Барање Хрватски демократски слободарски савез Далмације Зелени Хрватске                         | 22.328    | 3,01     | 0       |
| Храст – Покрет за успешну Хрватску | 18.893    | 2,55     | 0       |
| Акција младих | 11.068    | 1,49     | 0       |
| Странка пензионера | 10.947    | 1,48     | 0       |
| Акција младих | 10.317    | 1,39     | 0       |
| Зелени заједно | 8.599     | 1,16     | 0       |
| Пиратска странка | 8.345     | 1,13     | 0       |
| Аутохтона — Хрватска сељачка странка                                                                                                   | 6.785     | 0,92     | 0       |
| Акција социјалдемократа Хрватске — Демократска странка жена — Савез за промене — Странка пензионера Хрватске — Блок пензионери заједно | 6.391     | 0,86     | 0       |
| Демократски центар | 5.413     | 0,73     | 0       |
| Хрватска чиста странка права | 5.238     | 0,71     | 0       |
| Глас разума — Међимурска странка | 4.939     | 0,92     | 0       |
| Абецеда демократије | 4.878     | 0,91     | 0       |
| Акција за бољу Хрватску — Једино Хрватска—Покрет за Хрватску                                                                           | 4.531     | 0,61     | 0       |
| Породична странка | 4.391     | 0,59     | 0       |
| Хрватска радничка странка | 3.946     | 0,53     | 0       |
| Наша странка — Нова српска странка | 3.933     | 0,53     | 0       |
| Покрет за модерну Хрватска | 3.885     | 0,52     | 0       |
| Агенда младих демократа | 3.667     | 0,49     | 0       |
| Независни сељаци Хрватска | 3.646     | 0,49     | 0       |
| Социјалистичка радничка партија Хрватске                                                                                               | 3.538     | 0,48     | 0       |
| Аутохтона — Хрватска странка права | 2.350     | 0,32     | 0       |
| Загребачка независна листа | 2.107     | 0,28     | 0       |
| Неважећи гласови | 39.572    | 5,07     | –       |
| Укупно | 781.216   | 100,00   | 12      |
| Регистровани бирачи | 3.748.815 | 20,84    | –       |
| Извор: Државна изборна комисија (обрађено 100% бирачких места)                                                                         |           |          |         |

### Додела мандата
За доделу мандата се користи Д’Онтов систем.
|       | 1         | 2         | 3         | 4         | 5        | 6        | 7        | 8        | 9        | 10       | 11       | 12       |
| ----- | --------- | --------- | --------- | --------- | -------- | -------- | -------- | -------- | -------- | -------- | -------- | -------- |
| ХДЗ   | 243.654 1 | 121.827 1 | 121.827 2 | 81.218 2  | 81.218 3 | 60.913 3 | 60.913 4 | 48.730 4 | 48.730 5 | 40.609 5 | 40.609 5 | 40.609 6 |
| СДП   | 237.778 0 | 237.778 1 | 118.889 1 | 118.889 2 | 79.259 2 | 79.259 3 | 59.444 3 | 59.444 4 | 47.455 4 | 47.455 5 | 39.629 5 | 39.629 5 |
| ХЛ-СР | 42.750 0  | 42.750 0  | 42.750 0  | 42.750 0  | 42.750 0 | 42.750 0 | 42.750 0 | 42.750 0 | 42.750 0 | 42.750 0 | 42.750 1 | 21.375 1 |